# Szimonetta Planéta
Szimonetta Planéta, née le 12 décembre 1993 à Kazincbarcika (Hongrie), est une joueuse hongroise de handball évoluant au poste d'arrière droite. Elle a joué entre 2017 et 2021 pour le Chambray Touraine Handball.

## Palmarès

### En club
Compétitions internationales
- Ligue des champions
  - Finaliste : 2012 (avec Győri ETO KC)
  - Demi-finaliste : 2010, 2011 (avec Győri ETO KC)

Compétitions nationales
- Championnat de Hongrie
  - Championne : 2010, 2011, 2012 (avec Győri ETO KC)
- Coupe de Hongrie
  - Vainqueur : 2010, 2011, 2012, 2015 (avec Győri ETO KC)

### Distinctions individuelles
- Joueuse du mois de janvier de Division 1 française en 2018 (avec le Chambray Touraine Handball)

## Galerie

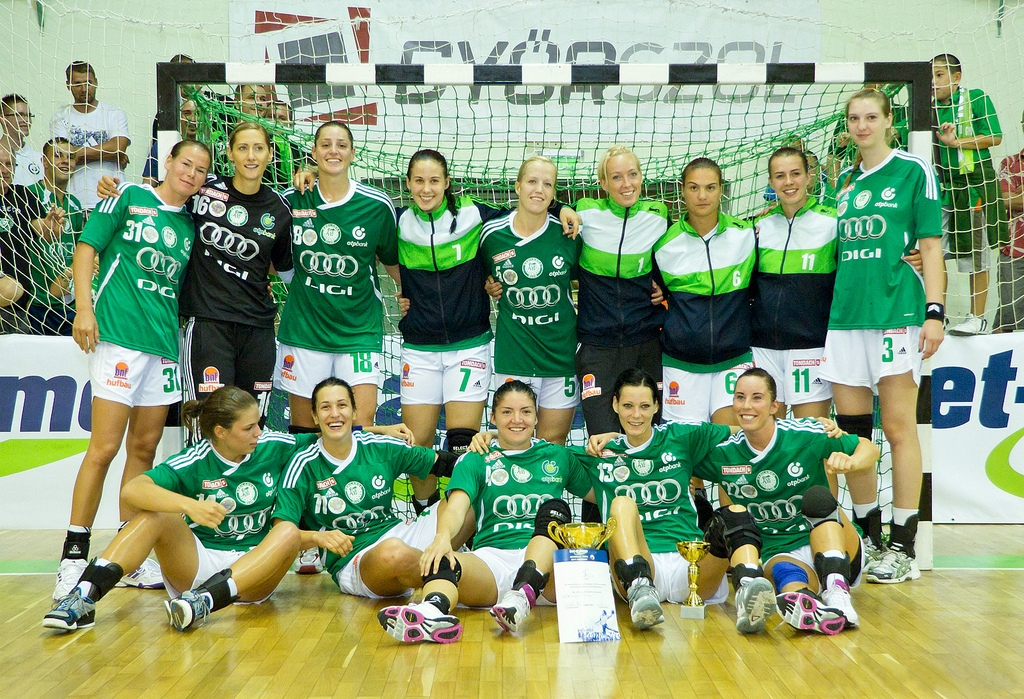
Avec Győri KC en 2011
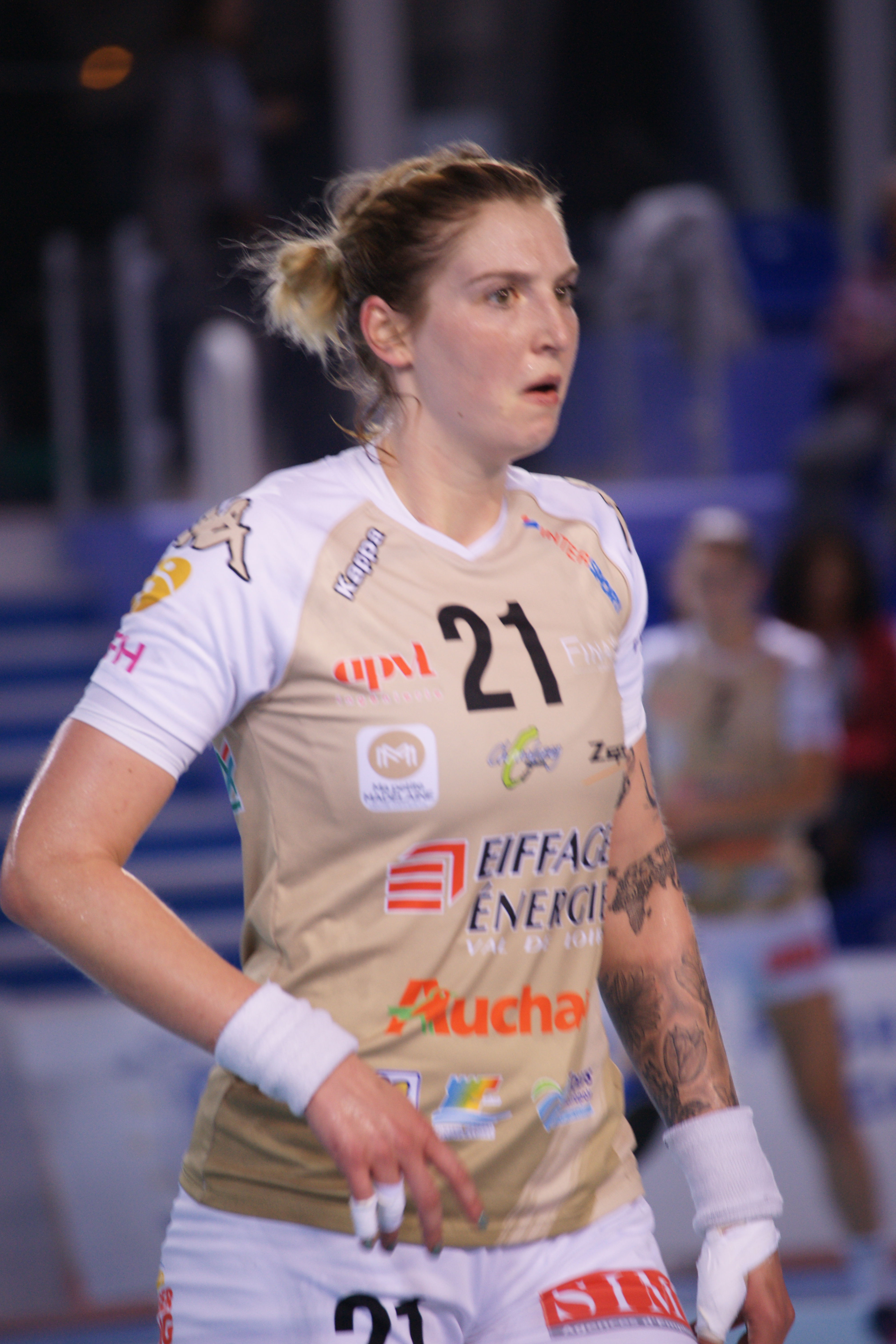
Avec Chambray Touraine en 2017
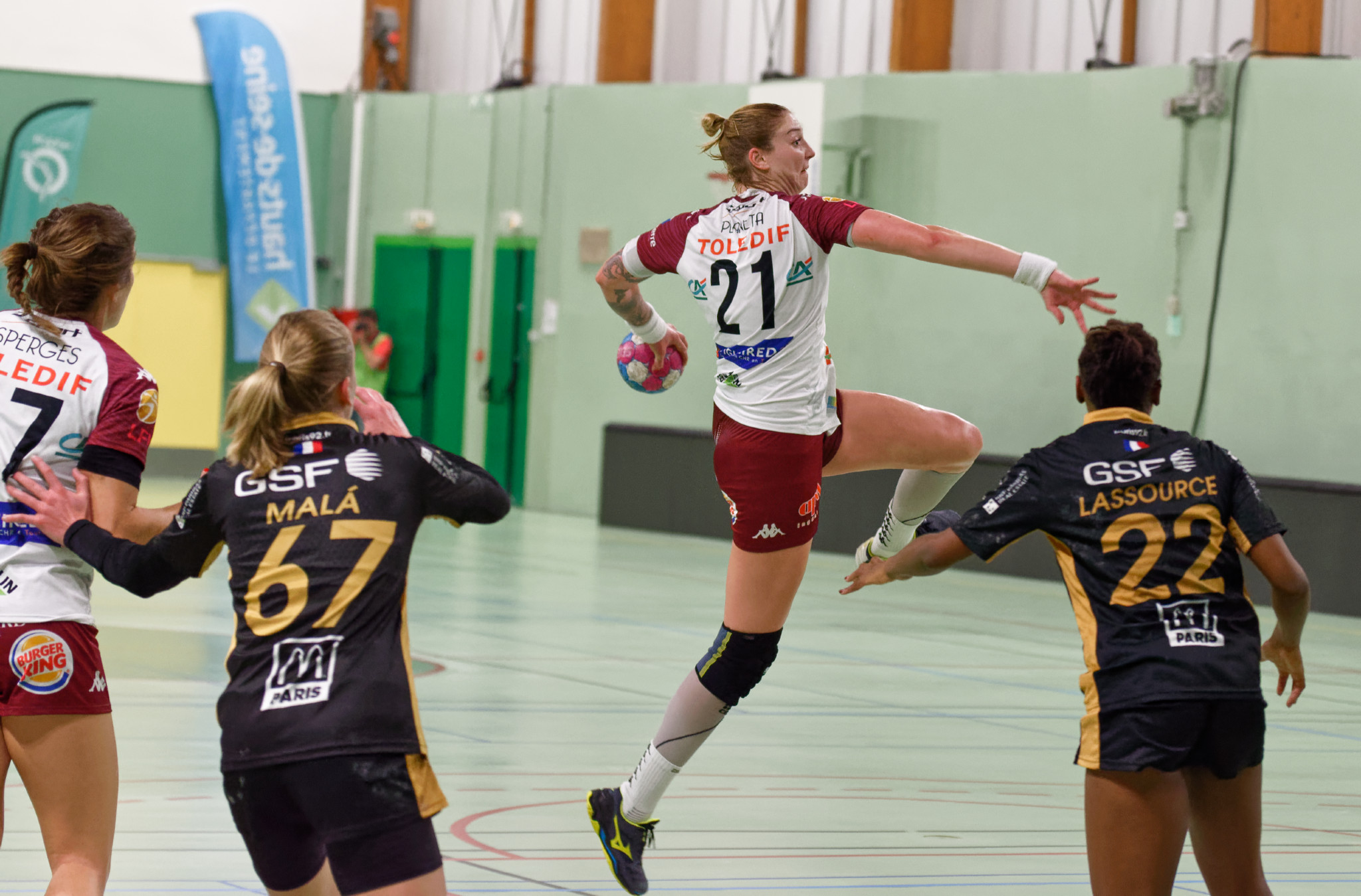
Et en 2018